# Centre national du cinéma et de l'image animée
Centre national du cinéma et de l'image animée (CNC; n.đ. Trung tâm Điện ảnh và Hình ảnh Chuyển động Quốc gia) là một cơ quan của Bộ Văn hóa Pháp, chịu trách nhiệm sản xuất và quảng bá nghệ thuật điện ảnh và nghe nhìn trong Pháp. CNC là cơ sở thuộc sở hữu công, có quyền tự chủ về pháp lý và tài chính.
Được thành lập theo luật vào ngày 25 tháng 10 năm 1946 với tên gọi Trung tâm quốc gia de la cinématographie (Trung tâm Điện ảnh Quốc gia), hiện do Frédérique Bredin làm đạo diễn. CNC đã thay thế Văn phòng chuyên nghiệp du cinéma (OPC), tiền thân của nó được thành lập dưới thời trị vì của Vichy Pháp để kiểm duyệt thời chiến.
Các kho lưu trữ của CNC được đặt tại Pháo đài de Bois-d'Arcy cũ ở phía Tây Nam của Paris. Ban đầu được thành lập vào năm 1969 để chứa các màng nitrat dễ cháy, các kho lưu trữ hiện nay cũng chứa các màng axetat hiện đại.

## Chức năng
Các chức năng chính của CNC là:
- Quy chế rạp chiếu phim
- Hỗ trợ nền kinh tế của rạp chiếu phim, nghe nhìn và nghệ thuật đa phương tiện
- Quảng bá điện ảnh và nghệ thuật nghe nhìn trong công chúng
- Bảo vệ di sản điện ảnh Pháp

## Danh sách tổng thống
- Michel Fourré-Cormeray (1945–1952)[2]
- Jacques Flaud (1952–1959)[3]
- Michel Fourré-Cormeray (1959–1965)[4]
- André Holleaux (1965–1969)[5][6]
- André Astoux (1969–1973)[7]
- Pierre Viot (1973–1984)[8]
- Jérôme Clément (1984–1989)[9]
- Dominique Wallon (1989–1995)[10][11]
- Marc Tessier (1995–1999)[12][13]
- Jean-Pierre Hoss (1999–2001)[14][15]
- David Kessler (2001–2004)[16]
- Catherine Colonna (2004–2005)[17]
- Véronique Cayla (2005–2010)
- Éric Garandeau (2011–2013)[18]
- Frédérique Bredin (2013-nay)